# Alexander Ulrich

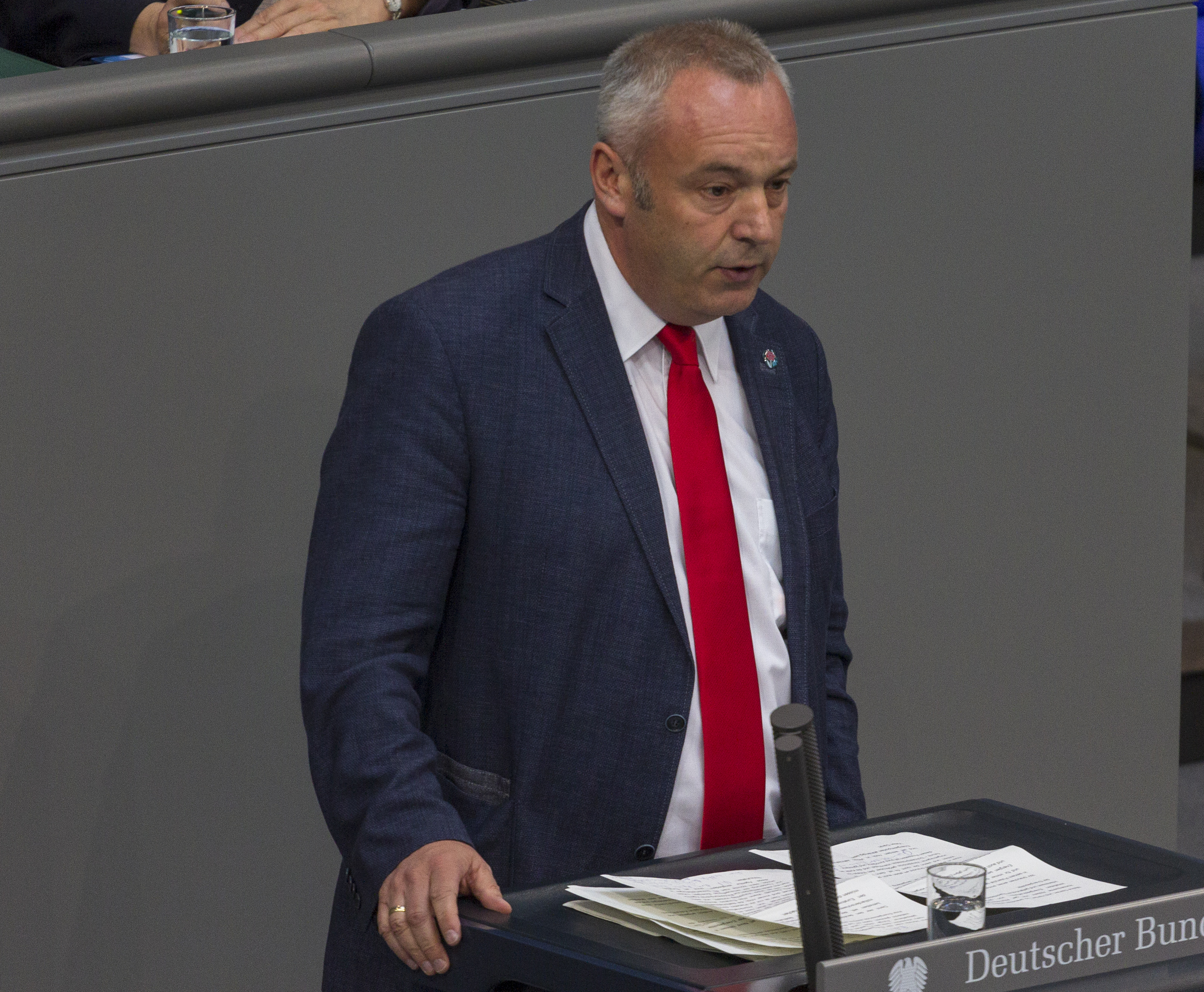
Alexander Ulrich (2019)

Alexander Ulrich (* 11. Februar 1971 in Kusel) ist ein deutscher Politiker (BSW, vormals Die Linke, WASG, SPD). Er war von 2005 bis 2025 Mitglied des Deutschen Bundestages und seit 1998 Zweiter Bevollmächtigter der IG Metall Kaiserslautern. Außerdem ist er seit September 2024 Vorsitzender des rheinland-pfälzischen Landesverbandes des BSW.

## Leben und Beruf
Nach dem Besuch der Hauptschule begann Ulrich 1987 eine Ausbildung zum Werkzeugmacher, die er 1990 beendete. Anschließend war er in seinem erlernten Beruf bei der Opel AG tätig, wo er von 1994 bis 1998 als Mitglied des Betriebsrates freigestellt war. 1998 wechselte er als 2. Bevollmächtigter und Geschäftsführer zur IG Metall Kaiserslautern. Gleichzeitig ist er als ehrenamtlicher Arbeitsrichter tätig.
Alexander Ulrich ist verheiratet und hat zwei Kinder. Er lebt mit seiner Familie in Reichenbach-Steegen (Landkreis Kaiserslautern). Er ist evangelischer Konfession.

## Partei
Ulrich war von 1998 bis 2004 Mitglied der SPD und gehörte 2004 zu den Mitbegründern der WASG. Bis 2007 war er WASG-Landesvorsitzender in Rheinland-Pfalz. Von 2007 bis Juni 2010 war Ulrich einer der beiden Landesvorsitzenden in Rheinland-Pfalz. Am 24. November 2012 wurde Ulrich in den vierköpfigen Sprecherrat der Linken Rheinland-Pfalz gewählt. Von Dezember 2013 bis 2016 gehörte Alexander Ulrich der Doppelspitze der Linken in Rheinland-Pfalz an. Im Kreisverband Kaiserslautern-Land war Ulrich seit Sommer 2011 alleiniger Vorsitzender.
Alexander Ulrich galt als Unterstützer von Sahra Wagenknecht innerhalb der Linkspartei. Im Zuge des innerparteilichen Konflikts, in dem der Bundesvorstand der Partei von Wagenknecht forderte, ihr Bundestagsmandat niederzulegen, sagte Ulrich, dass „Die Linke leider zu einer Sekte [verkommt]. Wir hoffen auf Sahra Wagenknecht.“ und forderte gemeinsam mit Klaus Ernst den Bundesvorstand dazu auf, geschlossen zurückzutreten.
Im Oktober 2023, mit der Vorstellung des Vereins BSW – Für Vernunft und Gerechtigkeit, trat Ulrich mit neun weiteren Bundestagsabgeordneten aus der Linkspartei aus. Er wurde im Januar 2024 Mitglied der neu gegründeten Partei BSW, die aus dem Verein hervorging. Im September 2024 wurde Ulrich mit 44 Stimmen zu einer Enthaltung zum Landesvorsitzenden des rheinland-pfälzischen BSW gewählt.

## Kritik
Parteiintern gibt es seit mehreren Jahren Auseinandersetzungen zwischen Ulrich und Teilen des Landesverbandes. So verfasste Roger Mallmenn, damaliger Kreisvorsitzender im Rhein-Hunsrück-Kreis, 2016 einen Brief, in dem er den Landesverband mit der Mafia verglich und die Niederlegung seiner Parteiämter verkündete. Zankapfel ist u. a. die fehlende Trennung von Parteiamt und Mandat, die auch Alexandra Erikson (KV Rhein-Hunsrück) und Wolfgang Ferner, ehemalige Landes-Co-Vorsitzende, bei Ulrich und Katrin Werner (beide Mitglied des Bundestags und Werner aktuelle Landes-Co-Vorsitzende 2021) bereits 2012 bemängeln. Diese Trennung ist allerdings auch keine Richtlinie der Parteisatzungen für einzelne Personen, sondern betrifft nur die Mehrheit eines Landesvorstandes oder des Bundesvorstandes. Ulrich sah sich selbst als unverzichtbare Kraft in Rheinland-Pfalz: Ulrich und Werner kritisierten den Führungsstil von Erikson und Ferner als unzureichend für zukünftige Wahlgewinne. Ulrich rechtfertigt die simultane Ausübung von Parteiamt und Mandat damit, dass er nicht sehen wolle, „wie das linke Projekt in Rheinland-Pfalz scheitert.“
Kritik kam 2016 außerdem vom damaligen Koblenzer Kreisverbandsvorsitzenden Christian Hirkes, dem die damaligen Landesvorsitzenden (Ulrich und Werner) parteischädigendes Verhalten vorwarfen. Hirkes beschuldigte wiederum Ulrich und Werner der unlauteren Einflussnahme in der Partei. Wie der SWR berichtete, warfen bereits 2013 unbekannte Mitglieder der Partei Ulrich vor, den Landesverband zu seinem „Wahlverein“ gemacht zu haben. Eine Schlichtung führte zu keinem Erfolg und Ulrich trat vom Parteiamt des Landes-Co-Vorsitzenden zurück.

## Abgeordneter
2005–2025 war Alexander Ulrich Mitglied des Deutschen Bundestages. Er war ordentliches Mitglied und Obmann im Ausschuss für Angelegenheiten der Europäischen Union. In der 17. Legislaturperiode (2009) war Ulrich Parlamentarischer Geschäftsführer der Linksfraktion. Er war ordentliches Mitglied des Ältestenrates im Bundestag.
Alexander Ulrich ist 2005 über die offene Landesliste Rheinland-Pfalz der Linkspartei.PDS, 2009, 2013 und 2017 als Listenführer über die Landesliste der Partei Die Linke in den Bundestag eingezogen.
Bei den Kommunalwahlen 2009 und 2014 wurde Ulrich in den Kreistag Kaiserslautern und in den Verbandsgemeinderat Weilerbach gewählt.
Im 19. Deutschen Bundestag war Ulrich Obmann im Ausschuss für Wirtschaft und Energie, sowie im Unterausschuss Regionale Wirtschaftspolitik und ERP-Wirtschaftspläne. Er ist ordentliches Mitglied im Ausschuss für die Angelegenheiten der Europäischen Union sowie im Ältestenrat.
Für die Bundestagswahl 2021 wurde Ulrich mit 53,1 Prozent der Stimmen auf den Listenplatz 1 gewählt, sein Gegenkandidat war Tupac Orellana vom Kreisverband Mainz/Mainz-Bingen.
Im 20. Deutschen Bundestag war Ulrich Obmann und ordentliches Mitglied im Ausschuss für die Angelegenheiten der Europäischen Union sowie stellvertretendes Mitglied im Ausschuss für Wahlprüfung, Immunität und Geschäftsordnung und im Wirtschaftsausschuss.